# Лофира крылатая
Лофира крылатая (лат. Lophira alata) — вид деревьев из рода Лофира семейства Охновые, распространённых в тропической Западной Африке.

## Название
Синоним научного названия: Lophira procera A.Chev. (1909) — Лофира высокая.
Встречаются также многочисленные другие названия этого растения и его древесины: бонгосси, азобе; по транскрипции научного названия — лофира алата, лофира процера. Прочие варианты: азобэ́, экки, эба, ассо, эдоум, оус, хэндуи, каку, акеле, банг, окоа, акога, акоура, айа, бонколе, красное железное дерево.

## Описание

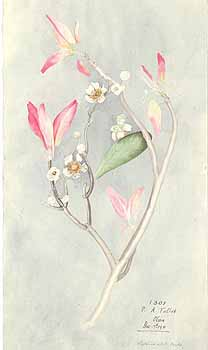

Лофира крылатая — тропическое лиственное дерево высотой от 9 до 16 м, изредка достигающее 40 метров и диаметром ствола до 2 метров. Внизу ствола у деревьев этого вида образуются досковидные корни. Переменностоящие простые гладкие ланцетовидные листья бывают от 11 до 45 см длиной и от 2 до 9 см шириной. Во время распускания имеют красный цвет. Черешок листа имеет длину от 2 до 6 см. Рано опадающие прилистники от 3 до 5 мм длиной и 0,7 мм шириной.
Пирамидальное метёлкообразное соцветие имеет длину от 15 до 20 см. Черешки цветов от 1 до 1,5 см длиной и гладкие. Белые обоеполые цветки имеют пять лепестков и радиально симметричны. Пять гладких чашелистников не одинаковы: два внешних яйцеобразны и заострены, имеют длину 7-8 мм и ширину 4-5 мм; три внутренних овальные, 6 мм длиной и 5 мм шириной. Гладкие лепестки сердцеобразны, длиной 1,7 см и 1,3 см шириной. 4-5 миллиметровые мужские цветки несут тычинки от 4 до 6 мм длиной и оранжевые пыльцевые мешки. Завязь белая, длиной 8 мм и шириной 3, имеет от 8 до 16 семяпочек. Рыльца длиной от 1 до 2 мм.
Гладкие плоды имеют длину 3 см и ширину 1 см, имеющие по два неодинаковых крылообразных чашелистника: один 8-10 см длиной и 2-2,5 см шириной и другой 2,5-5 см длиной и 0,6-1 см шириной. Каждый плод содержит только одно яйцеобразное семя длиной 1,6 см и шириной 8 мм.

## Ареал и среда обитания
Произрастает в Камеруне, Республике Конго, Демократической Республике Конго, Кот-д’Ивуаре, Экваториальной Гвинее, Габоне, Гане, Либерии, Нигерии, Сьерра-Леоне, Судане и Уганде. Среда естественного произрастания этого дерева, достигающего 50 м в высоту и 1,5 м в диаметре — субтропические или тропические влажные низменные леса.
Дерево находится под угрозой из-за деградации окружающей среды.

## Древесина

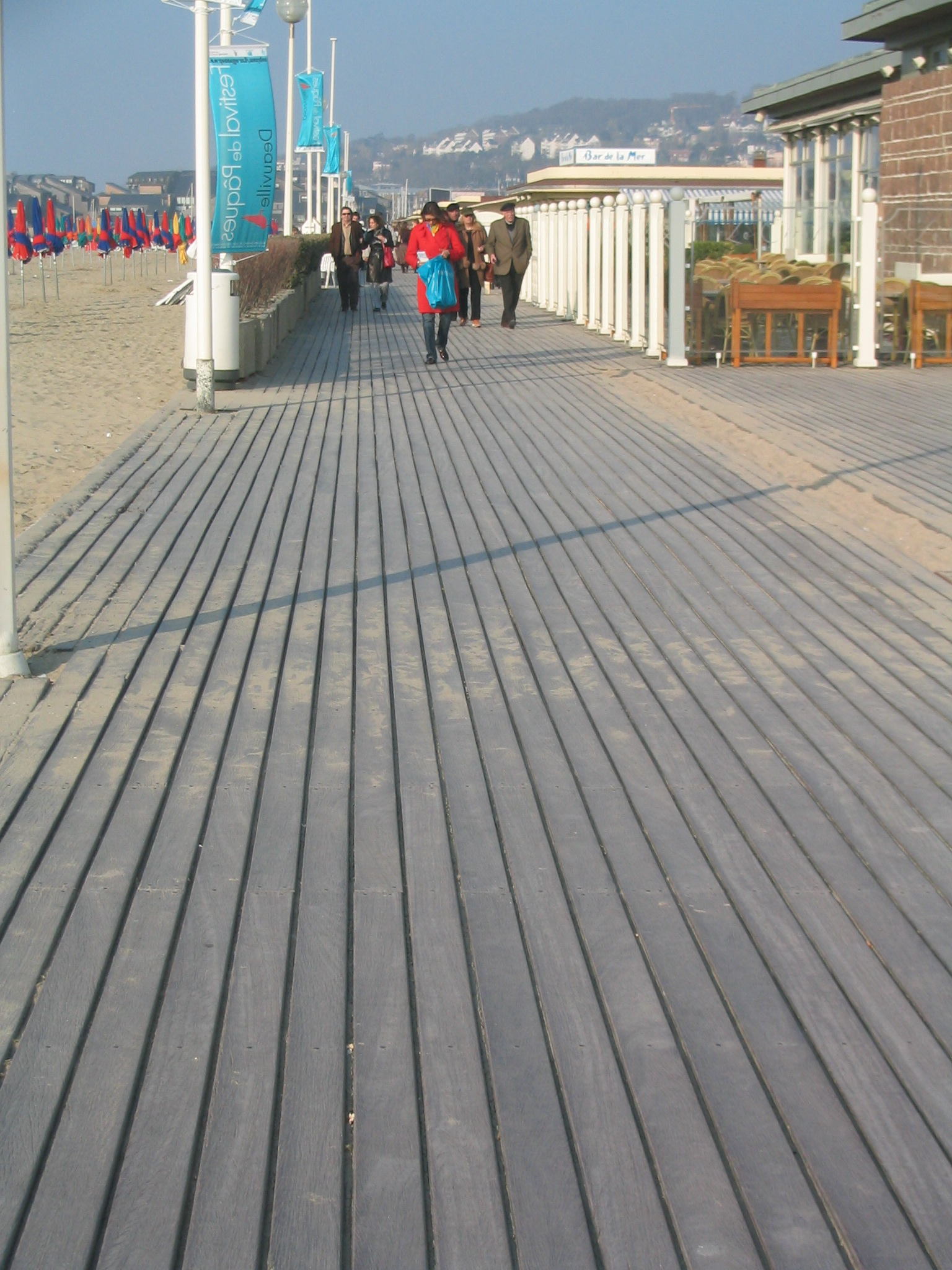
Тротуар из древесины азобе

Ядровая древесина от коричнево-красного до тёмно-коричневого или тёмно-пурпурного цвета, без полос. Заболонь отличается по цвету от ядра. Удельный вес древесины колеблется от 950 до 1150 кг/м³, обычно 1050 кг/м³. Между заболонью и ядром присутствует переходная зона. Волокна древесины сильно спутаны (см. Свилеватость). Древесина слегка маслянистая, занозы могут вызвать заражение. Трудно поддаётся обработке, перед вбиванием гвоздей необходимо предварительно сверлить под них отверстия. При обработке издаёт неприятный запах. Имеет очень высокую устойчивость против насекомых и грибков.
Находит применение в качестве строительного материала там, где требуется прочность и устойчивость против гниения, столбов заборов, ступенек лестниц, ручек инструментов и т. п. Из-за высокой плотности и способности тонуть в воде до дна применяется при строительстве дамб.

### Физические свойства
- Плотность: 950—1150 кг/м³
- Прочность на разрыв: 150—215 н/мм²
- Прочность на сдавливание: 87 — 108 н/мм²
- Прочность на изгиб: 165—240 н/мм²
- Твёрдость по шкале Бринелля: 5.5